# جو هنتر
جو هنتر (بالإنجليزية: Joe Hunter)‏ (3 أغسطس 1855 في المملكة المتحدة - 4 يناير 1891 في المملكة المتحدة) هو لاعب كريكت بريطاني (وحمل سابقاً جنسية المملكة المتحدة لبريطانيا العظمى وأيرلندا). شارك مع منتخب إنجلترا للكريكت.

## وصلات خارجية
- جو هنتر على موقع إي آس بي آن كريك إنفو (الإنجليزية)